# Mbam-et-Kim
Departament Mbam-et-Kim – departament w Regionie Centralnym w Kamerunie ze stolicą w Ntui. Na powierzchni 25 906 km² żyje około 64,5 tys. mieszkańców.